# Kiely Williams
Kiely Williams, antes Kiely Alexis Williams (Alexandria, Virginia; 9 de julio de 1986), es una cantante, compositora, rapera, actriz y bailarina estadounidense. Es más conocida por haber sido miembro de los grupos The Cheetah Girls y 3LW.
Kiely Williams fue elegida en 2002 para ser parte del elenco protagonista de la que sería la película más exitosa de la cadena juvenil Disney Channel además de la primera película musical que se estrenaba. The Cheetah Girls superaron todas las expectativas y lograron más de 7 millones de espectadores en su estreno en la cadena y ventas superiores a los 2 millones de discos en todo el mundo de la primera banda sonora de la película.
Además en los dos grupos en los que ha permanecido ha estado junto a Adrienne Bailon, su amiga desde la infancia. El 28 de octubre de 2009, la página oficial de Williams lanzó los instrumentales de su primer sencillo, titulado "Spectacular", una canción escrita por Williams y producida por Mike City. El sencillo se envió en exclusiva a los disc-jockeys la primera semana de noviembre y se lanzó al público el 15 de enero de 2010. El video musical se estrenó en YouTube el 5 de abril de 2010, recibiendo comentarios muy negativos.

## Carrera

### 1986—2001: Primeros años y 3LW
Nació el 9 de junio de 1986 en Alexandria, Virginia. Aunque su madre biológica murió cuando ella tenía tan sólo 7 meses de edad, Williams se crio en un hogar muy unido con su padre y sus tres hermanas mayores, siendo Michelle la hermana más grande y para ella considerada como una madre. Además estuvo muy unida a su mejor amiga de la infancia Adrienne Bailon. Hizo su debut el cine en la película TriBeCa de Robert De Niro con tan solo cinco años.
Fue entonces, cuando comenzó a interesarse por el mundo de la fama. En 1998, junto a su amiga Adrianne Bailon se dio a conocer con el grupo 3LW. Enseguida, el grupo tuvo una buena aceptación en Estados Unidos. En 1999, junto a Adrianne Bailon y Naturi Naughton formaron dicho grupo. La formación inicial de 3LW fue detenido por Michelle Williams, madre de Kiely, que quería una toma para cantar para su hija. Finalmente, lanzaron su primer sencillo "No More (Baby I'ma Do Right)" en otoño de 2000, y se convirtió en un Top 30 en el Billboard Hot 100. Y el próximo sencillo del álbum, "Playas Gon 'Play", que fue lanzado a principios de 2001. Su álbum debut, publicado en 2000, fue Disco de platino.

### 2002—2003: The Cheetah Girls y Disney Channel

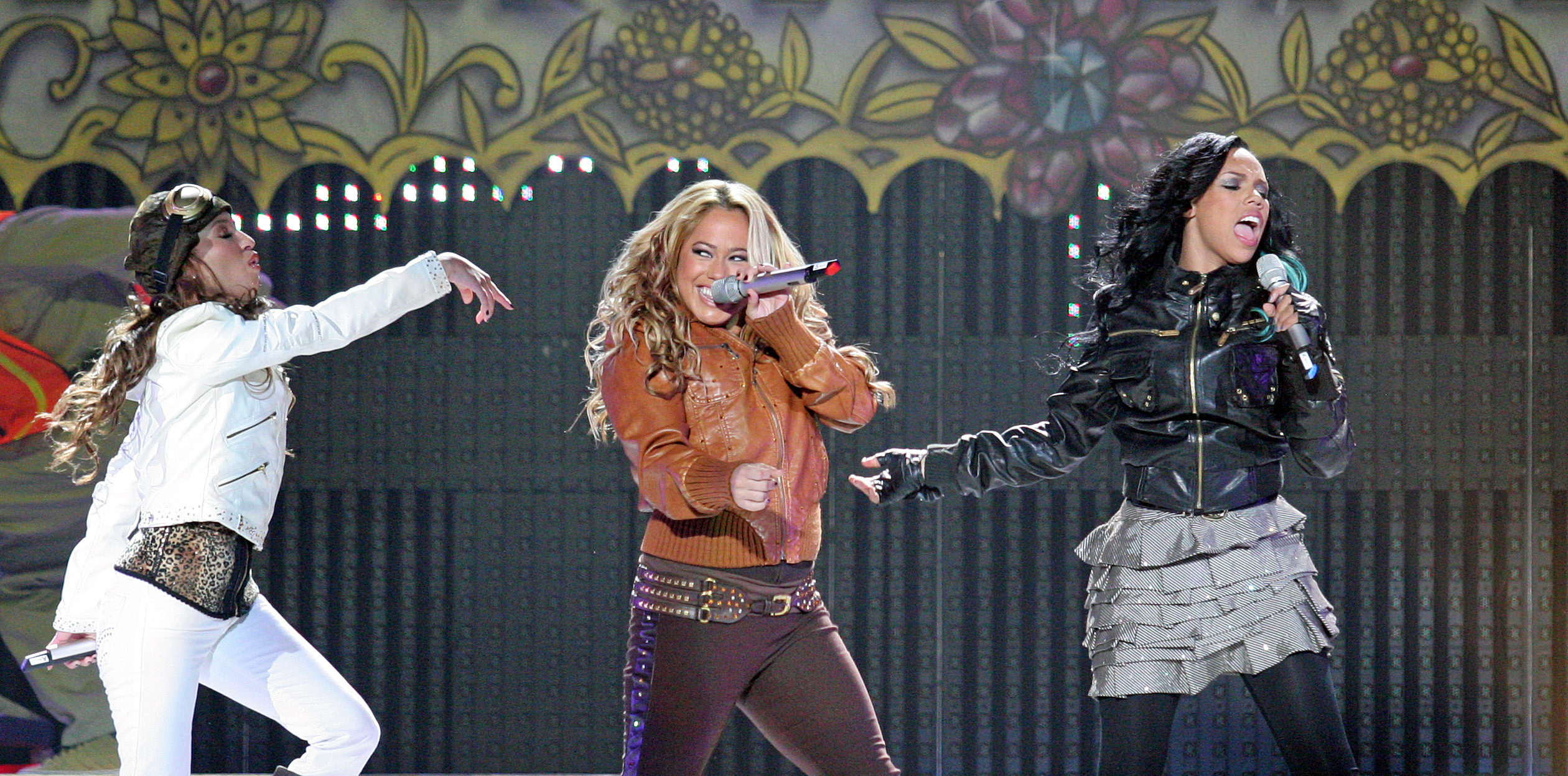
Kiely (derecha) junto a Sabrina Bryan (medio) y Adrianne Bailon (izquierda) en un concierto de The Cheetah Girls.

En verano de 2002, Naughton dejó el grupo debido a disputas internas y diferencias creativas. El resto de los miembros de 3LW lanzaron su segundo álbum A Girl Can Mack, que triunfó muy poco. Posteriormente el grupo siguió adelante con Jessica Benson, y regresó en 2006, con el sencillo "You Feelin", pero no superaron las expectativas. Mientras tanto, Williams y Bailon intentaron participar en dos grupos pero más tarde se dedicaron exclusivamente al grupo que les dio la fama, The Cheetah Girls.
En 2002, Bailon y Williams se unieron a Raven-Symoné y Sabrina Bryan para la creación de dicho grupo. Fue entonces cuando las cuatro fueron contratadas por Disney Channel, y fueron las principales protagonistas de la película que se estrenó en dicha cadena The Cheetah Girls. The Cheetah Girls fue un verdadero éxito y lograron más de 7 millones de espectadores en su estreno en la cadena y ventas superiores a los 2 millones de discos en todo el mundo de la primera banda sonora de la película.
Los fanes reclamaron ansiosos la segunda parte de la película musical, pero Disney decidió hacer un grupo de música aparte de las películas a la espera de otra película. The Cheetah Girls publicó su primer álbum llamado Cheetah-Lucious Chrismast, que fue todo un éxito logrando hacer sus propias versiones de temas navideños. El álbum no contó con la intervención de Raven-Symoné que decidió seguir con su carrera en solitario.

### 2004—2009: Fama de The Cheetah Girls y disolución del grupo

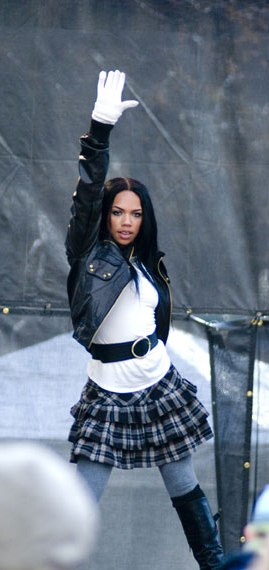
Kiely Williams en 2008.

En 2005 las chicas viajaron a Barcelona (lugar donde se grabó la segunda película), y empezaron a trabajar en The Cheetah Girls 2, que se estrenó en 2006 y que tuvo una audiencia aun mayor y más ventas por todo el mundo, ya que el grupo se hizo más popular. En 2006 las chicas realizaron la gira de la película,y sacaron un disco-concierto con los temas cantados en su gira. The Cheetah Girls comenzó a trabajar en su álbum debut en enero de 2006. Sin embargo, cuando la filmación y la grabación de The Cheetah Girls 2 se acercó, el álbum fue puesto en espera. El álbum fue originalmente titulado Quiénes Somos, y listo para ser puesto en libertad el 19 de junio de 2007, pero se aplazó al 25 de septiembre de 2007, con un nombre de la liberación de TCG. La canción "So Bring It On" fue lanzada como el primer sencillo del álbum. Fire fue lanzado como el segundo sencillo del álbum.
Las chicas grabaron su propia versión de la Have Yourself A Merry Little Christmas para el álbum de compilación de vacaciones, para Disney Channel Holiday, que fue lanzado el 16 de octubre de 2007. El disco TCG fue todo un éxito en muchos países. Y en 2008 las chicas sufrieron la marcha de Raven-Symoné y empezaron a trabajar en la tercera película de la saga ya famosa, The Cheetah Girls: One World grabada en India y además fue la película con más presupuesto de las tres además de una de las más exitosas del año en la cadena y una de las ventas más elevadas, pese a ser la primera en la que no salía Raven.
En el otoño de 2008, el grupo salió de gira para apoyar a la película, que sería su última gira juntas y en enero de 2009, el grupo se disolvió y cada una de las tres integrantes Adrienne Bailon, Sabrina Bryan y Kiely Williams comenzaron a trabajar en proyectos por separado.

### 2009—2011: Carrera en solitario y regreso con Sabrina Bryan
Durante el verano de 2008, Kiely comenzó trabajando discretamente en un proyecto para cantar en solitario, además de trabajar en su grupo The Cheetah Girls. Ella filmó el video musical de su primer sencillo Make Me A Drink en Nueva York en noviembre de 2008. En agosto de 2009, hizo un avance de su debut en solitario Kiely con el sencillo Make Me A Drink, que fue escrita por Young Money artista Shanell apareció en YouTube. Más tarde, durante el mes de octubre de 2009, el tráiler oficial del video fue lanzado casi un año después de que el vídeo fuese filmado originalmente. También tuvo un papel de antagonista en la película Elle: A Modern Cinderella Tale que fue lanzada en 2010.
Más recientemente, comenzó a trabajar en Stomp the Yard 2: Homecoming, donde interpretó a Brenda. Kiely ha necesitado tiempo para grabar varias canciones para la película y la banda sonora de acompañamiento de la película, además de aprender una coreografía extensa. Ese mismo año, junto a su excompañera de The Cheetah Girls, Sabrina Bryan comenzaron a colaborar en un programa de entrevistas, del que Williams describe como una versión más joven de The View.
El 28 de octubre de 2009, la página oficial de Williams lanzó los instrumentales de su primer sencillo, titulado "Spectacular", una canción escrita por Williams y producida por Mike City. El sencillo fue lanzado en exclusiva a los disc-jockeys de la primera semana de noviembre. El sencillo fue lanzado al público el 15 de enero de 2010 y el video musical fue lanzado en YouTube el 5 de abril de 2010, con comentarios muy negativos.

### 2012—presente: Tiempo inactivo y Carrera actoral
Después de varios años sin aparecer, actualmente se encuentra en la producción de la nueva película, Holla II, una película de terror donde Kiely interpretará a Monica, una chica que escapa de unos enfermos mentales con su hermana y con la ayuda de su madre, Marion, ha tomado muchas medidas para garantizar su seguridad, incluyendo un cambio de vida y volver a tener la vida que tenía.

## Vida privada
Williams es de ascendencia africana. Además, mantiene una relación amistosa con Adrianne Bailon desde su infancia y con Sabrina Bryan, desde que se creó The Cheetah Girls. A comienzos de 2003 comenzó una relación con Shia LaBeouf, que terminó a finales de ese mismo año. El 3 de agosto de 2013, a través de Twitter, se corrieron rumores de su posible fallecimiento. Sin embargo, la cantante desmintió todo esto.
Se casó con Brandon "B.J." Cox en diciembre de 2016, en Fort Worth, Texas. Sabrina Bryan fue su dama de honor. La pareja anunció que esperaban su primer hijo en octubre de 2017. Tienen dos hijas, Rowan (marzo de 2018) y Archer (marzo de 2022).

## Discografía

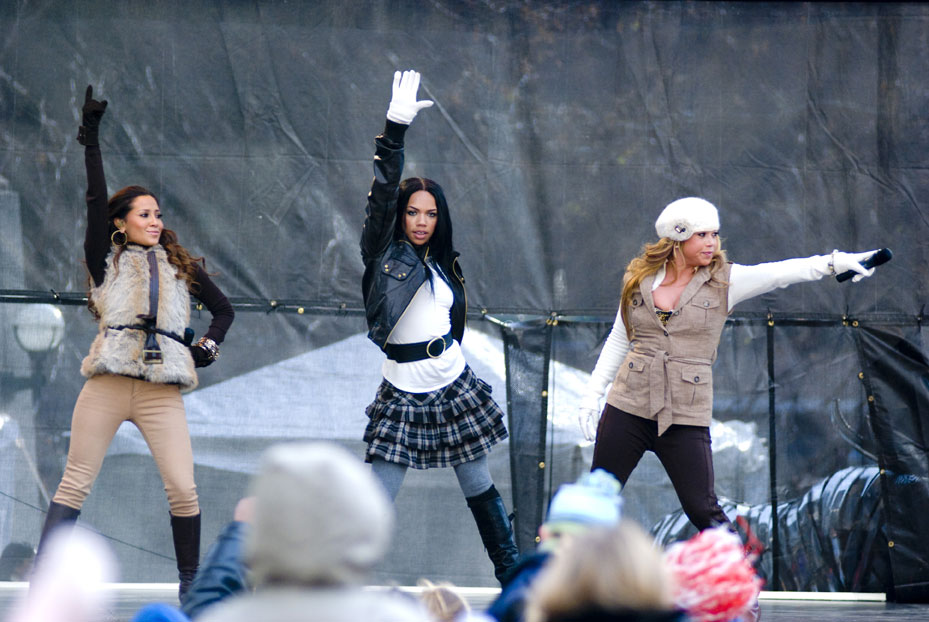
Kiely ha sido parte de dos grupos. 3LW desde 1999 hasta 2003 y de The Cheetah Girls desde 2003 hasta 2009.

### Álbumes con 3LW
- 2000: 3LW
- 2002: A Girl Can Mack
- 2002: Naught or Nice

### Sencillos con 3LW
- 2000 - "No More (Baby I'ma Do Right)".
- 2000 - "Playas they Gon' Play".
- 2002 - "I Do (Wanna Get Close to You)" con Loon & Diddy.
- 2002 - "Neva Get Enuf" featuring Lil Wayne.
- 2006 - "Feelin' You" featuring Jermaine Dupri.

### Álbumes con The Cheetah Girls
- 2003: The Cheetah Girls
- 2005: Cheetah-licious Christmas
- 2006: The Cheetah Girls 2
- 2007: In Concert: The Party's Just Begun Tour
- 2007: TCG
- 2008: The Cheetah Girls: One World

### Sencillos con The Cheetah Girls
- 2003 - "Cinderella".
- 2003 - "Girl Power".
- 2003 - "Cheetah Sisters".
- 2004 - "I Won't Say (I'm in Love)".
- 2005 - "Shake a Tail Feather".
- 2005 - "Cheetah-licious Christmas".
- 2005 - "I Won't Say (GRRL Power Remix)".
- 2006 - "The Party's Just Begun".
- 2006 - "Strut".
- 2006 - "Step Up".
- 2006 - "Amigas Cheetahs" con Belinda.
- 2006 - "Route 66".
- 2007 - "So This Is Love".
- 2007 - "So Bring It On".
- 2007 - "Fuego".
- 2008 - "One World".
- 2008 - "Dance Me If You Can.
- 2008 - "Cheetah Love".

### Sencillos en solitario
- 2008: Circle Game
- 2009: Make Me a Drink
- 2010: Spectacular

## Filmografía

### Cine
| Películas             | Películas                               | Películas               | Películas                                   |
| Año                   | Película                                | Personaje               | Notas                                       |
| --------------------- | --------------------------------------- | ----------------------- | ------------------------------------------- |
| 2008                  | The Sisterhood of the Traveling Pants 2 | Yaffa Waitress          | Aparición especial, película                |
| 2008                  | The House Bunny                         | Lily                    | personaje principal, película               |
| 2010                  | Elle: A Modern Cinderella Tale          | Kandi Kane              | Antagonista, película                       |
| 2010                  | Stomp the Yard 2: Homecoming            | Brenda                  | protagonista, película                      |
| 2013                  | Holla II                                | Monica                  | Personaje principal, película               |
| Películas televisivas |                                         |                         |                                             |
| Año                   | Título                                  | Personaje               | Notas                                       |
| 2003                  | The Cheetah Girls                       | Aquanette "Aqua" Walker | protagonista, película de TV Disney Channel |
| 2006                  | The Cheetah Girls 2                     | Aquanette "Aqua" Walker | protagonista, película de TV Disney Channel |
| 2008                  | The Cheetah Girls: One World            | Aquanette "Aqua" Walker | protagonista, película de TV Disney Channel |

### Televisión
| Películas | Películas                     | Películas        | Películas                                                 |
| Año       | Series/Película               | Personaje        | Notas                                                     |
| --------- | ----------------------------- | ---------------- | --------------------------------------------------------- |
| 2004      | The Cheetah Girls             | Aquanette Walker | Piloto no emitido, serie de TV ABC                        |
| 2001      | Taina                         | Leah             | estrella invitada 1 episodio, serie de TV                 |
| 2007—2008 | Disney Channel Games          | Ella misma       | Participante, especial de TV Disney Channel               |
| 2008      | The Suite Life of Zack & Cody | Ella misma       | Estrella invitada; 1 episodio, serie de TV Disney Channel |
| 2017      | Celebrity Family Feud         | Ella misma       | Ella misma/Participante, programa de TV                   |
| 2021      | BET Presents: The Encore      | Ella misma       | Ella misma/Participante, programa de TV                   |